# Super Best Summer Selection
『Super Best Summer Selection』（スーパー・ベスト・サマー・セレクション）は、1997年5月21日に発売されたオフコース通算40作目の非監修ベスト・アルバム。

## 解説
本作は、オフコースが在籍していたエキスプレスからではなく、イーストワールドからリリースされた。「生まれ来る子供たちのために」は、本作の裏ジャケット及び歌詞カードにはアルバム『Three and Two』、ベスト・アルバム『スーパーベスト』と同様に「生まれ来る子供たちのために～「いつもいつも」」として表記されているが、厳密には前者のみの収録で、後者は収録されていない。

## 収録曲
| - 作詞: 小田和正 1. 3. 5. 8. 11. 15.〜19. / 鈴木康博 2. 4. 6. 7. 9. 10. 12. / 安部光俊 13. / 大間仁世 · 松尾一彦 14. - 作曲: 小田和正 1. 3. 5. 8. 11. 15. 16. 18. 19. / 鈴木康博 2. 4. 6. 7. 9. 10. 12. 13. / 松尾一彦 14. 17. 全編曲: オフコース (#2以外)、オフコース、重実博、矢沢透 (#2)。 |                                                  |                      |            |      |
| # | タイトル                                         | 作詞                 | 作曲・編曲 | 時間 |
| 1. | 「Yes-No」                                       | 小田和正             | 小田和正   | 5:21 |
| 2. | 「静かな昼下がり」                               | 小田和正             | 小田和正   | 2:17 |
| 3. | 「少年のように」                                 | 小田和正             | 小田和正   | 1:39 |
| 4. | 「雨よ激しく」                                   | 鈴木康博             | 鈴木康博   | 3:11 |
| 5. | 「老人のつぶやき」                               | 小田和正             | 小田和正   | 4:19 |
| 6. | 「青春」                                         | 鈴木康博             | 鈴木康博   | 3:22 |
| 7. | 「海を見つめて」                                 | 鈴木康博             | 鈴木康博   | 4:07 |
| 8. | 「風に吹かれて」                                 | 小田和正             | 小田和正   | 4:06 |
| 9. | 「潮の香り」                                     | 鈴木康博             | 鈴木康博   | 3:44 |
| 10. | 「汐風のなかで」                                 | 鈴木康博             | 鈴木康博   | 3:47 |
| 11. | 「生まれ来る子供たちのために〜「いつもいつも」」 | 小田和正             | 小田和正   | 4:54 |
| 12. | 「いくつもの星の下で」                           | 鈴木康博             | 鈴木康博   | 4:23 |
| 13. | 「一億の夜を越えて」                             | 安部光俊             | 鈴木康博   | 4:20 |
| 14. | 「せつなくて」                                   | 大間仁世 、 松尾一彦 | 松尾一彦   | 4:30 |
| 15. | 「きかせて」                                     | 小田和正             | 小田和正   | 4:32 |
| 16. | 「ひととして」                                   | 小田和正             | 小田和正   | 3:55 |
| 17. | 「哀しき街」                                     | 小田和正             | 松尾一彦   | 5:56 |
| 18. | 「夏の終り」                                     | 小田和正             | 小田和正   | 3:46 |
| 19. | 「I LOVE YOU」                                   | 小田和正             | 小田和正   | 5:02 |